# Yorihisa Matsuno

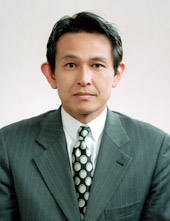
Yorihisa Matsuno

Yorihisa Matsuno (jap. 松野 頼久 Matsuno Yorihisa; * 19. September 1960) ist ein japanischer Politiker (Neue Japan-Partei→Neue Fortschrittspartei→From Five→Demokratische Partei→Nippon Ishin no Kai→Ishin no Tō→Demokratische Fortschrittspartei→Partei der Hoffnung) und war von 2000 bis 2017 Abgeordneter im Nationalparlament (Abgeordnetenhaus, Wahlkreis 1 der Präfektur Kumamoto bzw. Verhältniswahlblock Kyūshū). Von 2015 bis 2016 war er Parteivorsitzender der Ishin no Tō.
Matsuno, der Sohn von LDP-Verteidigungs- und Arbeitsminister Raizō Matsuno (Abgeordnetenhaus, Kumamoto) und Enkel von Eisenbahnminister Tsuruhei Matsuno (Seiyūkai, Abgeordnetenhaus, Kumamoto, nach dem Krieg LPJ→LDP-Senator aus Kumamoto), studierte an der rechtswissenschaftlichen Fakultät der Keiō-Universität, wo er 1987 seinen Abschluss in Politikwissenschaft erwarb. 1990 wurde sein Vater bei der Abgeordnetenhauswahl abgewählt. Im gleichen Wahlkreis gewann Ex-Gouverneur Morihiro Hosokawa 1993 einen Sitz, der mit seiner Neuen Japan-Partei landesweit das LDP-Monopol auf konservative Wahlerfolge in Frage gestellt hatte. Nach der Wahlrechtsreform übernahm Hosokawa erfolgreich den neuen Einmandatswahlkreis Kumamoto 1. Und als er, inzwischen Demokrat, 1998 zurücktrat, sollte Yorihisa Matsuno bei der Nachwahl sein Nachfolger werden, unterlag aber dem Liberaldemokraten Eiichi Iwashita. Erst bei der allgemeinen Abgeordnetenhauswahl 2000 konnte er den Sitz gewinnen und danach dreimal in Folge verteidigen. 2009, nach der Regierungsübernahme der Demokraten, wurde er für das Kabinett Hatoyama stellvertretender Leiter des Kabinettssekretariats. Im innerparteilichen Machtkampf nach Hatoyamas Rücktritt und dem Mehrheitsverlust im Senat 2010 unterstützte Matsuno Ichirō Ozawa gegen Naoto Kan.
2012 verließ Matsuno die Demokratische Partei und beteiligte sich an der Gründung der Nippon Ishin no Kai. Für diese verlor er bei der Wahl im Dezember 2012 den Wahlkreis Kumamoto 1 an Minoru Kihara, gewann aber – vor alle anderen Doppelkandidaten alleine auf den ersten Listenplatz gesetzt – einen Sitz bei der Wahl im Block Kyūshū. 2014 schloss er sich der Ishin no Tō an, diese platzierte ihn bei der Wahl 2014 nicht mehr bevorzugt bei der Wahl im Block und Matsuno teilte sich mit den anderen Doppelkandidaten den Platz 1, führte aber mit einer knappen Niederlage im Wahlkreis dennoch die Ishin-Liste an und war sicher wiedergewählt. Nach dem Rücktritt der Parteigründer Tōru Hashimoto und Ichirō Matsui von der Parteiführung wurde er unter Kenji Eda Generalsekretär. Als Eda im Mai 2015 nach dem gescheiterten Referendum über die Abschaffung der Stadt Ōsaka zurücktrat – der to-Plan, die von Hashimoto angestrebte Umwandlung der Präfekturhauptstadt in Sonderbezirke der Präfektur Ōsaka ähnlich wie in Tokio, gehörte zu den zentralen Zielen der Partei –, wurde Matsuno Edas Nachfolger. Unter seiner Führung kam es über die Frage einer engeren Zusammenarbeit mit den anderen großen Oppositionsparteien anlässlich der Bürgermeisterwahl in der Stadt Yamagata zum endgültigen Bruch mit den Abgeordneten aus Ōsaka um Hashimoto und Matsui; diese verließen im Herbst 2015 die Ishin no Tō, die damit die Position als zweitgrößte Oppositionspartei an die Kommunisten verlor. Danach führte er die Partei in den [für die ehemaligen Demokraten in der Ishin no Tō: Wieder-]Zusammenschluss mit der Demokratischen Partei zur Minshintō („Demokratische Fortschrittspartei“, englisch für einige Tage provisorisch „Demokratische Innovationspartei“, dann „Demokratische Partei“). Dort war er zunächst ohne Position im Parteivorstand; 2017 übernahm er unter Seiji Maehara den Vorsitz im Komitee für Parlamentsangelegenheiten.
Für die Abgeordnetenhauswahl 2017 schloss sich Matsuno der Kibō no Tō an. Für diese unterlag er mit 44 % der Stimmen Minoru Kihara (56 %) und erreichte mit diesem Wahlkreisergebnis nur den neunten Platz auf der Kibō-Liste bei der Verhältniswahl in Kyūshū, bei der die Partei nur vier Sitze gewann.